# Kearson DeWitt
Kearson Ziegler DeWitt es un supervillano de Marvel Comics (mayormente de Iron Man). Apareció por primera vez en Iron Man Annual #13. Kearson Ziegler DeWitt fue creado por Gene Colan y Len Kaminski.

## Biografía del personaje ficticio
Kearson Z. DeWitt describe a su padre como un brillante ingeniero décadas delante de su tiempo. Al ser ignorado y ridiculizado, el padre de Kearson murió pobre y triste con sólo sus diseños y potencial no realizados. Kearson entonces sospecha que Tony Stark era el culpable de robar los diseños de su padre y utilizarlos para construir el traje de Iron Man. Juró vengarse de Tony Stark y Iron Man sin saber que son una sola persona.
En el momento cuando Tony fue baleado en la columna por Kathy Dare resultando en Tony quedando paralizado, Kearson DeWitt desarrolló la idea de controlar el sistema nervioso de Tony haciendo una cirugía que plantaría un chip en su columna. A través de esto, él ganaría el control del movimiento de Tony. Se reunió con los gemelos Desmond y Phoebe Marrs de la Corporación Marrs que aceptaron financiar su proyecto. El equipo que creó para el chip requirió de monitores humanos que causaron que Kearson contratara personas para vigilarlos.
Kearson y sus colegas científicos empezaron a medir los resultados en el cuerpo de Tony. El profesor Clemens le dijo a Kearson que no tienen forma de ver a través de los ojos de Tony.
Kearson controló el sistema nervioso de Tony haciéndole dormir por tres días mientras que su asistente Cassandra le vigilaba. Cuando Tony se despierta en San Francisco desorientado, Cassandra le informó a Kearson de ello.
Kearson reprendió al Dr. Calvin cuando le recriminó por no tener contacto visual una vez más. A la llegada de Desmond y Phoebe Marrs, Desmond exigió ver la evidencia física del proyecto y confía en que al tomar el control de Stark mientras estaba ejerciendo mucho, podrían hacerle daño.
Después de que Desmond se enteró de que Stark estaba siendo controlado satisfactoriamente, él reafirmó su poder sobre Kearson, recordándole quien estaba a cargo. Phoebe incluso le dijo a Desmond que Tony Stark era un digno oponente y le permitió a Kearson continuar el proyecto.
Con el fin de ver a Tony Stark, Kearson hizo que el guardia de seguridad de Tony, Cartwright, haga que todas las imágenes de seguridad de Tony Stark sean enviadas a él. Su equipo controló a Tony Stark para caminar por Industrias Stark cuando James Rhodes intenta detenerlo. Kearson a través de Tony Stark le ordenó a sus hombres que acabaran con James Rhodes lo que resulta en Tony y James entrando en una pelea. James logra asestarle un golpe de suerte a Tony causando que los hombres de Kearson pierdan el control cuando Tony queda inconsciente. James terminó ocultando el cuerpo de Tony y amarrándole de manera que Kearson no pueda encontrar a Tony en las cámaras. Kearson se enojó con el Dr. Samuelson, Atkins, y sus otros ayudantes. Luego le dijeron que Tony se está resistiendo al chip.
Después de tres horas, los asistentes de Kearson fueron incapaces de averiguar cómo Tony se está resistiendo al chip. DeWitt los amenazó al recordarles lo que los gemelos Marrs les harían. Cuando Tony Stark terminó por televisión, Kearson estuvo loco hasta que Matheson señaló que podría ser un truco. Kearson entonces le ordenó a sus hombres volver a sus puestos.
Kearson entonces ve filmaciones de Iron Man en la televisión y se pregunta cuál era el plan de juego de Tony. Le ordenó a sus hombres restaurar el sistema nervioso de Tony lo que le causó dolor. James Rhodes logró frenar a Iron Man como un helicóptero Marrs está mirando. Tony entonces deduce que la Corporación Marrs es parcialmente responsable de sus problemas. Como Iron Man, él arrasa la Corporación Marrs destrucción el equipo responsable y dispersando a los hombres de Kearson. Kearson se puso una armadura y atacó a Iron Man. Al darse cuenta de que Tony Stark y Iron Man son una persona, Kearson toma de nuevo el control del sistema nervioso de Tony. Mientras se burla de Iron Man, Kearson lo castigó por el lugar hasta que Iron Man despegó y atacó a Kearson desde los cielos. Durante un combate aéreo, ambos dañaron sus componentes aéreos como las botas de Iron Man y la mochila de chorro de Kearson haciendo que sean incapaces de volar y chocan contra el suelo. Siguieron luchando hasta que James Rhodes se pone otra armadura de Iron Man y ayuda a Iron Man a derrotar a Kearson. Al quitarle el casco a Kearson, el edificio se desplomó sepultando a Kearson.
Kearson DeWitt apareció vivo y en silla de ruedas. Él forma asociaciones con I.M.A. y el Profesor Poder donde comenzaron a cotizar y vender armaduras como la armadura Fuerza Diez, la armadura Iron Monger, y algunos diseños de Industrias Stark. Durante este tiempo, Iron Man y Máquina de Guerra con la ayuda de Halcón Oscuro descubrieron el comercio de armaduras y se enteraron de que el Profesor Poder está involucrado por Acero Salvaje.
Iron Man reclutó a los Vengadores (consistentes en Ojo de Halcón, Rayo Viviente, la Bruja Escarlata, Spider-Woman II, U.S. Agent, y el Hombre Maravilla) y los dividió en dos equipos: uno para atacar al Profesor Poder e IMA y uno para defender Industrias Stark. Iron Man asaltó I.M.A. como Kearson lo atacó con una versión a control remoto de la antigua armadura de Kearson. Cuando Iron Man derrotó a aquella, Kearson desató dos más sobre él al tiempo que revela sus motivos para odiar a Tony Stark mientras la batalla continuaba. Iron Man destruyó las otras armaduras con un cañón de plasma y Kearson (que estaba cibernéticamente conectado a las máquinas) ignora la poderosa regeneración de nervios que recibía y trataba de superponer toda su voluntad en todo el arsenal de la estación. Él tuvo éxito temporalmente, pero encontró la regeneración como demasiado y causó que la base explotara. Se desconoce si sobrevivió a la explosión o no.

## Poderes y habilidades
Kearson DeWitt controló un traje masivo de armadura que según él era "prácticamente indestructible." Aunque ninguno de su arsenal se reveló claramente, la armadura parecía tener cañones láser, ráfagas eléctricas, chorros en las botas, y la capacidad de poner un montón de poder detrás de un golpe oscilado. Kearson dirigió más adelante trajes similares de armadura mediante control remoto. Antes de su muerte aparente, Kearson tenía temporalmente la capacidad de controlar un vasto arsenal través de un enlace neuronal.

## En otros medios

### Videojuegos
- Kearson DeWitt aparece en el videojuego Iron Man 2 con la voz de Doug Boyd. En esta versión, un exempleado de la División de Armas Teóricas de Industrias Stark hasta que Tony la cerró. Fuera de Kearson trabajando en el prototipo del reactor arc, Pepper también reveló que Kearson está trabajando en un proyecto secreto llamado PROTEAN hasta que fue despedido al descubrirse el proyecto y los peligros que exhibía. Kearson comenzó más tarde a trabajar con A.I.M. y forjó una alianza con el general ruso Valentin Shatalov y la Compañía de Energía Roxxon cuando se hizo necesario para robar una copia del programa de J.A.R.V.I.S. para avanzar y desarrollar sus proyectos. Más tarde en una transmisión Kearson DeWitt le dice a Shatalov que hay una espía en sus filas y se disgusta que él ha traído a S.H.I.E.L.D. a su puerta. Kearson, frente a la pérdida de todo utiliza el programa copiado de J.A.R.V.I.S. para crear a Ultimo y luego mezcla su tecnología PROTEAN con él, permitiéndole crecer sin control y transformarse rápidamente en un enorme Ultimo de metal del tamaño de un rascacielos. Con la fusión completa, Kearson logra mejorar a sus hombres con implantes PROTEAN y se fusiona con el propio Ultimo en un híbrido orgánico/máquina. Al descubrirlo Máquina de Guerra actúa como una distracción para evitar que Ultimo se traslade a otro lugar, mientras que Iron Man pelea con la parte interna del Kearson/Ultimo. Tras la derrota del híbrido Kearson/Ultimo, Iron Man se entera de que los efectos sobre Kearson son irreversibles.